# Cynanchum luteifluens
Cynanchum luteifluens là một loài thực vật có hoa trong họ La bố ma. Loài này được (Jum. & H.Perrier) Desc. mô tả khoa học đầu tiên năm 1962.